# Svärd och köldmagi
Svärd och köldmagi (org. Swords and Ice Magic), ISBN 91-7898-209-X, är en fantasy-novellsamling av Fritz Leiber, utgiven 1992 i svensk översättning av Joakim Svahn. Originalet utkom 1977 och samlade noveller från åren 1973-77. Det är den sjätte boken om Fafhrd och Gråkatt.